# 아프리카판
아프리카판(Africa板 , African Plate)은 아프리카 대륙 및 대륙과 해양 산맥 사이의 해양지각을 포함하는 판이다.

## 개요
북서쪽은 북아메리카판, 남서쪽은 남아메리카판과의 발산경계이고 접하는 곳에 대서양 중앙 해령을 형성한다. 아프리카판은 북동쪽으로는 아라비아판, 남동쪽으로는 인도-오스트레일리아판, 북쪽으로는 유라시아판 및 아나톨리아판, 남쪽으로는 남극판과 접한다. 북쪽의 유라시아판과의 경계를 제외하고는 이들 판과 접하는 부분은 모두 발산경계이다.
아프리카판은 몇 개의 대륙괴(크라톤)로 이루어져있고, 약 5억 5천만년 경의 곤드와나 초대륙으로 합쳐져 있던 시기에 이들이 모여 아프리카 대륙을 형성하였다. 이러한 대륙괴들을 남쪽에서 북쪽에 있는 순으로 나열하자면 칼라하리 대륙괴, 콩코 대륙괴, 사하라 대륙괴, 서아프리카 대륙괴가 있다. 이들 각각의 대륙괴들은 예전의 곤드와나 대륙의 조산대를 따라서 더 작은 테레인(terranes)으로 나뉜다.
아프리카판의 이동 속도는 1년에 약 2.15cm 정도로 추정된다. 아프리카판은 과거 100만년 동안 대체로 북동쪽으로 움직였다. 이러한 이동으로 아프리카판은 유라시아판과 가까워졌고 대륙지각과 해양지각이 만나는 곳은 사라졌다. 지중해 서쪽의 아프리카판과 유라시아판의 상대적인 움직임은 압축된 에너지를 집중시켜 아조레스-지브롤터 변환단층을 형성하였다.

## 판의 경계

### 동부

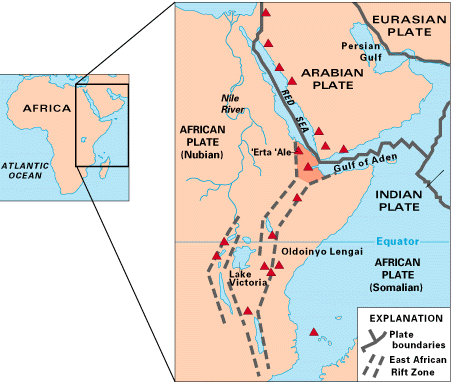
동아프리카 열곡대

동아프리카 열곡대에 의해, 아프리카판은 아프리카 동부에서 둘로 나누어지고 있다.

### 북동부
북동부에서 아라비아판과 홍해 열곡 및 사해 변환 단층으로 접하고 있다. 발산형 경계인 북서 30° 주향의 홍해 열곡대에 의해, 후기 선캄브리아기에 형성된 아라비아-누비아 순상지(Arabian-Nubian Shield)는 아라비아판과 누비아판으로 분리되고 있다. 아라비아판은 신생대의 올리고세 전까지만 해도 아프리카판의 일부였다. 홍해 열곡대의 열개(裂開)는 신생대 올리고세-마이오세에 시작된 것으로 보이며, 아라비아판은 느리게 유라시아판을 향해 이동하고 있다. 북동-남서 방향으로, 1년에 북부에서 10mm 미만, 중부에서 15mm, 남부에서 27mm 정도의 속도로 확장되고 있다.

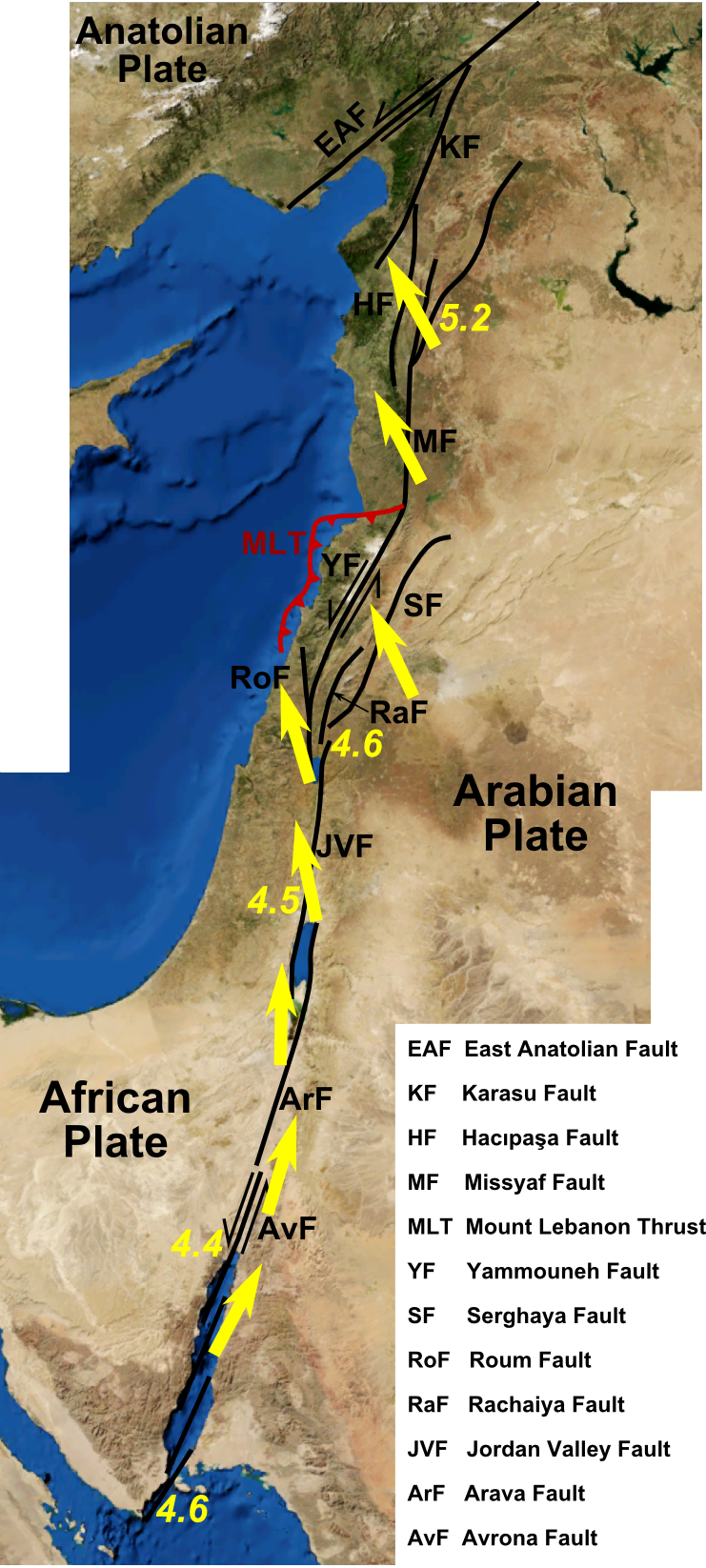

사해 단층(Dead Sea Transform;DST)은 홍해 열곡대의 북부 아카바만에서 터키까지 연장되는, 아프리카판과 아라비아판을 경계 짓는 좌수향(sinistral) 보존형 경계이다. 대륙 확장 열곡(extensional rift)과 변환 단층(transform)의 특성을 동시에 갖고 있어 사해 열곡(Dead Sea rift)이라고도 불리며, 이 지역에서 발생하는 지진들의 근원이다. 지진학적으로 활발하며 최근 1천년간 1년에 1.5mm~3.5mm, 팔레오세-플라이스토세에 1년 7mm~10mm의 속도로 미끄러짐(slip)이 일어났다. 오늘날 아라비아판과 아프리카판은 상대적으로 1년에 4~8mm정도 움직이는 것으로 보인다.

### 북부
북서쪽 끝은 아조레스 삼중합점(en:Azores Triple Junction)으로서 북아메리카판, 유라시아판, 아프리카판이 만나며 그 동쪽으로 1755년 리스본 지진 등을 일으킨 아조레스-지브롤터 변환단층이 연장된다. 지중해 동부에서는 헬렌 해구(en:Hellenic Trench)에서 에게해판 아래로 섭입하고 있다.

### 서부
발산형 경계인 대서양 중앙 해령에 의해 아프리카판은 동쪽으로 이동한다.